# كرة الماء في الألعاب الأولمبية الصيفية 2016 – مسابقة الرجال

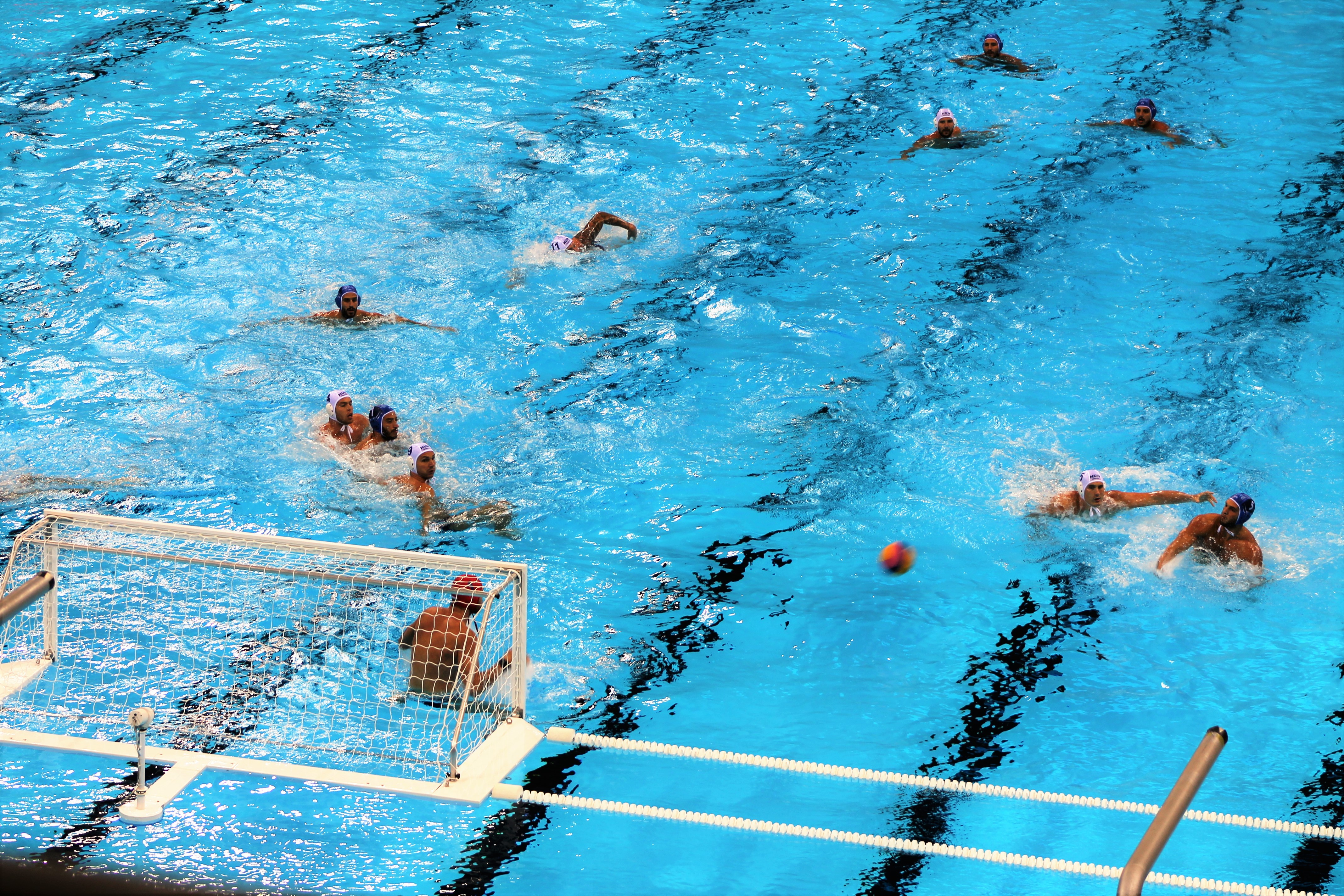

بدأت بطولة الرجال لكرة الماء ضمن دورة الألعاب الأولمبية الصيفية 2016 في ريو دي جانيرو، البرازيل، في يوم 6 أغسطس واستمرت حتى 20 أغسطس 2016 ولقد أقيمت المنافسات في مركز ماريا لينك المائي والاستاد الأولمبي للرياضات المائية.